# Pahakala (sjö i Lieksa, Norra Karelen)
Pahakala är en sjö i kommunen Lieksa i landskapet Norra Karelen i Finland. Den är 5,4 meter djup. Arean är 40 hektar och strandlinjen är 6,33 kilometer lång. Sjön  ingår i Vuoksens huvudavrinningsområde.   Den ligger omkring 83 kilometer nordöst om Joensuu och omkring 450 kilometer nordöst om Helsingfors. 
I sjön finns ön Heinäsaari. 